# André Luiz (football, 1980)
Pour les articles homonymes, voir André Luiz.
André Luiz, de son nom complet André Luiz Silva do Nascimento, né le 27 janvier 1980 à São João del-Rei (Brésil), est un footballeur brésilien. Il joue au poste de défenseur central et peut être milieu défensif.

## Biographie
André Luiz Silva est un défenseur central solide, précieux dans le domaine aérien. Il inscrit 3 buts lors de sa première saison à l'AS Nancy-Lorraine dont un dans le derby contre le FC Metz. Il termine sa première saison au poste de milieu défensif vu la forte concurrence au poste de défenseur central avec Diakhaté, Puygrenier, da Costa et Lécluse. 
André Luiz réussit un excellent début de saison en 2006 au poste de milieu défensif au point d'attirer les convoitises de grosses équipes européennes. Il termine la saison 2006-2007 au poste de défenseur central en vue de préparer la saison 2007-2008 avec les futurs départs de Diakhaté et Lécluse. L'AS Nancy-Lorraine termine la saison 2007/2008 avec la meilleure défense du championnat (30 buts). Il réalise ensuite une saison 2008-2009 plutôt correcte.
Au terme de la saison 2010-2011, il finit meilleur buteur parmi les défenseurs (5 buts, à égalité avec Damien Perquis). En janvier 2013, il résilie son contrat avec l'ASNL afin d'alléger la masse financière du club. Il partira sous les ovations du stade et en pleurs.
En mars 2013, il retourne au pays en signant un contrat de neuf mois en faveur du SE Palmeiras.

## Palmarès
- Vainqueur de la Coupe de la Ligue : 2006 (AS Nancy-Lorraine).

## Carrière
| Saison    | Club              | Pays | Championnat | Championnat | Championnat | Coupe de la Ligue | Coupe de la Ligue | Coupe nationale | Coupe nationale | Coupe d'Europe | Coupe d'Europe | Coupe d'Europe |
| Saison    | Club              | Pays | Division    | Matchs      | Buts        | Matchs            | Buts              | Matchs          | Buts            | Type           | Matchs         | Buts           |
| --------- | ----------------- | ---- | ----------- | ----------- | ----------- | ----------------- | ----------------- | --------------- | --------------- | -------------- | -------------- | -------------- |
| 2000      | Cruzeiro EC       |      | Brésil      | ?           | ?           | -                 | -                 | ?               | ?               | -              | -              | -              |
| 2001      | Ipatinga FC       |      | Brésil      | ?           | ?           | -                 | -                 | ?               | ?               | -              | -              | -              |
| 2002      | Tupi FC           |      | Brésil      | ?           | ?           | -                 | -                 | ?               | ?               | -              | -              | -              |
| 2003      | Atlético Mineiro  |      | Brésil      | 30          | 3           | -                 | -                 | ?               | ?               | -              | -              | -              |
| 2004      | Atlético Mineiro  |      | Brésil      | 32          | 2           | -                 | -                 | ?               | ?               | -              | -              | -              |
| 2005      | Atlético Mineiro  |      | Brésil      | 10          | 0           | -                 | -                 | ?               | ?               | -              | -              | -              |
| 2005-2006 | AS Nancy-Lorraine |      | Ligue 1     | 29          | 3           | 4                 | 0                 | -               | -               | -              | -              | -              |
| 2006-2007 | AS Nancy-Lorraine |      | Ligue 1     | 33          | 0           | 3                 | 0                 | 1               | 0               | C3             | 8              | 1              |
| 2007-2008 | AS Nancy-Lorraine |      | Ligue 1     | 35          | 2           | 3                 | 0                 | 2               | 0               | -              | -              | -              |
| 2008-2009 | AS Nancy-Lorraine |      | Ligue 1     | 37          | 3           | 2                 | 0                 | 1               | 0               | C3             | 5              | 0              |
| 2009-2010 | AS Nancy-Lorraine |      | Ligue 1     | 32          | 3           | -                 | -                 | 1               | 0               | -              | -              | -              |
| 2010-2011 | AS Nancy-Lorraine |      | Ligue 1     | 34          | 5           | 1                 | 0                 | 2               | 0               | -              | -              | -              |
| 2011-2012 | AS Nancy-Lorraine |      | Ligue 1     | 36          | 2           | 1                 | 0                 | 1               | 0               | -              | -              | -              |
| 2012-2013 | AS Nancy-Lorraine |      | Ligue 1     | 18          | 2           | 1                 | 0                 | 1               | 0               | -              | -              | -              |

Dernière mise à jour le 13 janvier 2013